# Frazer Standard
De Frazer Standard was een personenauto uit de hogere middenklasse die in juni 1946 werd uitgebracht door de Amerikaanse autoconstructeur Kaiser-Frazer. Het was een vierdeurs sedan met een van de eerste pontoncarrosserieën die in de Verenigde Staten werd gebouwd.
Een bijna identieke auto met een iets eenvoudigere uitrusting verscheen in augustus 1946 onder de naam Kaiser Special.

## Techniek

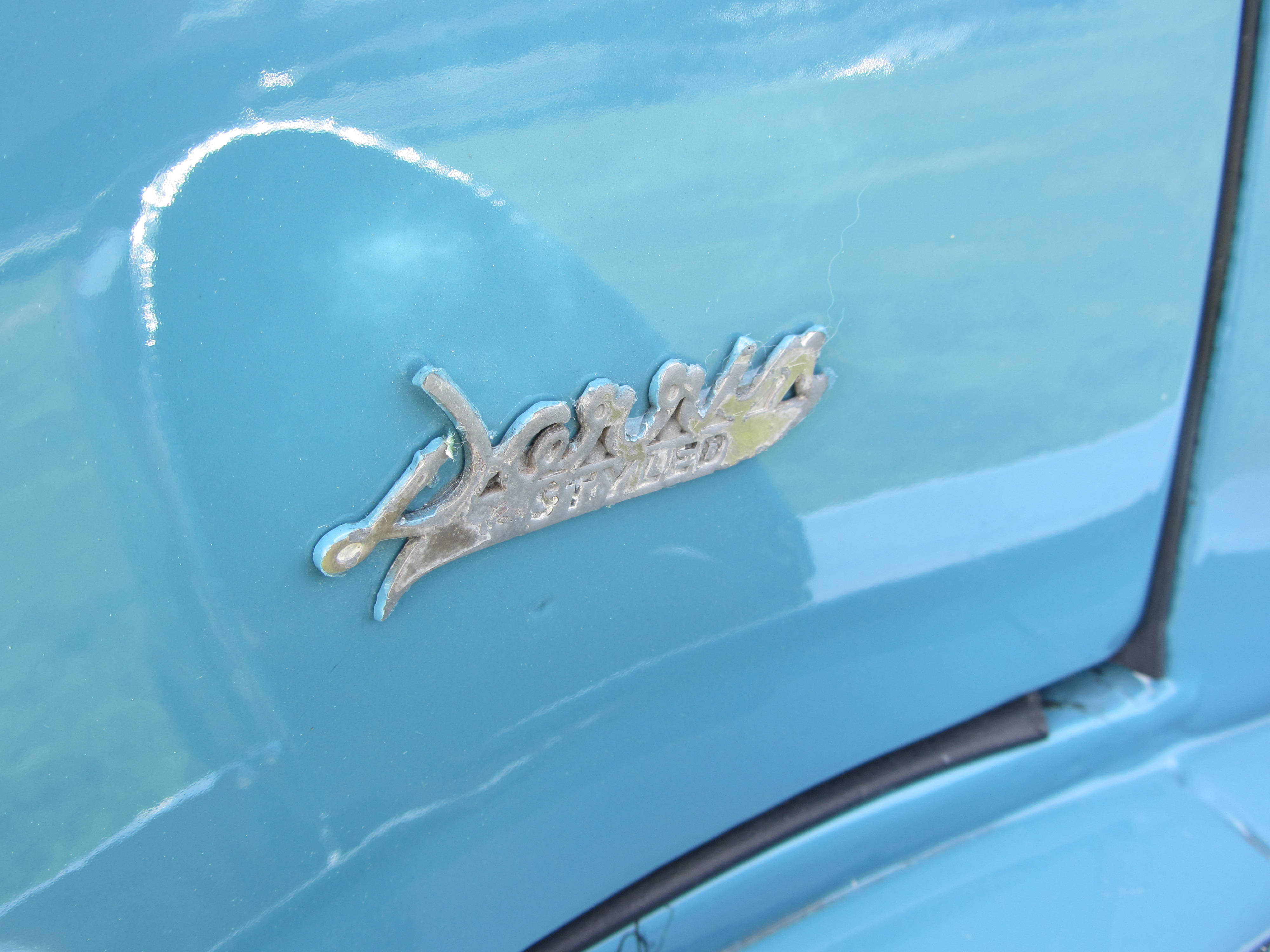
Het "Darrin Styled" logo op de kofferbak van de Frazer

De Frazer Standard had vier naar voren scharnierende deuren met driehoekige openslaande zijruitjes en een voorruit in twee delen. De carrosserie werd ontworpen door stylist Howard "Dutch" Darrin.
De wagen werd aangedreven door een zes-in-lijnmotor met zijkleppen die een cilinderinhoud van 3707 cc en een vermogen van 74 kW (100 pk) had. Het motorvermogen werd op de achterwielen overgebracht via een handgeschakelde gesynchroniseerde drieversnellingsbak van Borg-Warner met een schakelpook op de stuurkolom. Vanaf 1949 was een overdrive leverbaar op alle modellen.
Het ladderchassis was voorzien van een starre achteras die opgehangen was aan bladveren. De voorwielen hingen afzonderlijk op aan dubbele draagarmen met schroefveren en een stabilisatorstang. Verder was de wagen voorzien van hydraulisch bediende trommelremmen van Bendix en telescopische schokdempers op alle wielen.

## Eerste generatie (1946-1950)
De eerste serie van de Frazer Standard, die in 1946 uitgebracht werd, was als basismodel beter uitgerust dan de Kaiser-modellen die later verschenen en had een vlak radiatorrooster met vijf horizontale spijlen, waarin ook de stadslichten onder de koplampen waren opgenomen.
Tegelijkertijd was er een beter uitgerust model, de Frazer Manhattan. De carrosserie van de Manhattan was in twee kleuren gespoten en verder had de wagen verchroomde wieldoppen, iets meer chromen sierelementen buiten en binnen, een ander dashboard, betere stoelen en tapijten in de voetenruimte.
In 1947 kreeg het basismodel enkele verbeteringen, waaronder kleine wijzigingen aan de grille en bumpers, een iets hogere compressieverhouding van de motor (zonder de motorprestaties aan te tasten), een andere brandstofpomp en betere schokdempers. De beter uitgeruste Manhattan nam de wijzigingen van het basismodel over en kreeg bovendien een gedeeltelijk lederen interieur.
Vanaf medio 1948 konden beide modellen ook geleverd worden met een krachtigere motor met dubbele carburateurs van 82 kW (112 pk).
In 1949 kregen alle Frazers een grille met een rasterpatroon van horizontale en verticale spijlen in plaats van het vorige radiatorrooster met horizontale chromen spijlen. Een paar exemplaren van de Manhattan waren ook vierdeurs cabriolets. Beide modellen werden standaard aangedreven door de nieuwe motor van 82 kW (112 pk), die voorheen alleen als optie verkrijgbaar was.

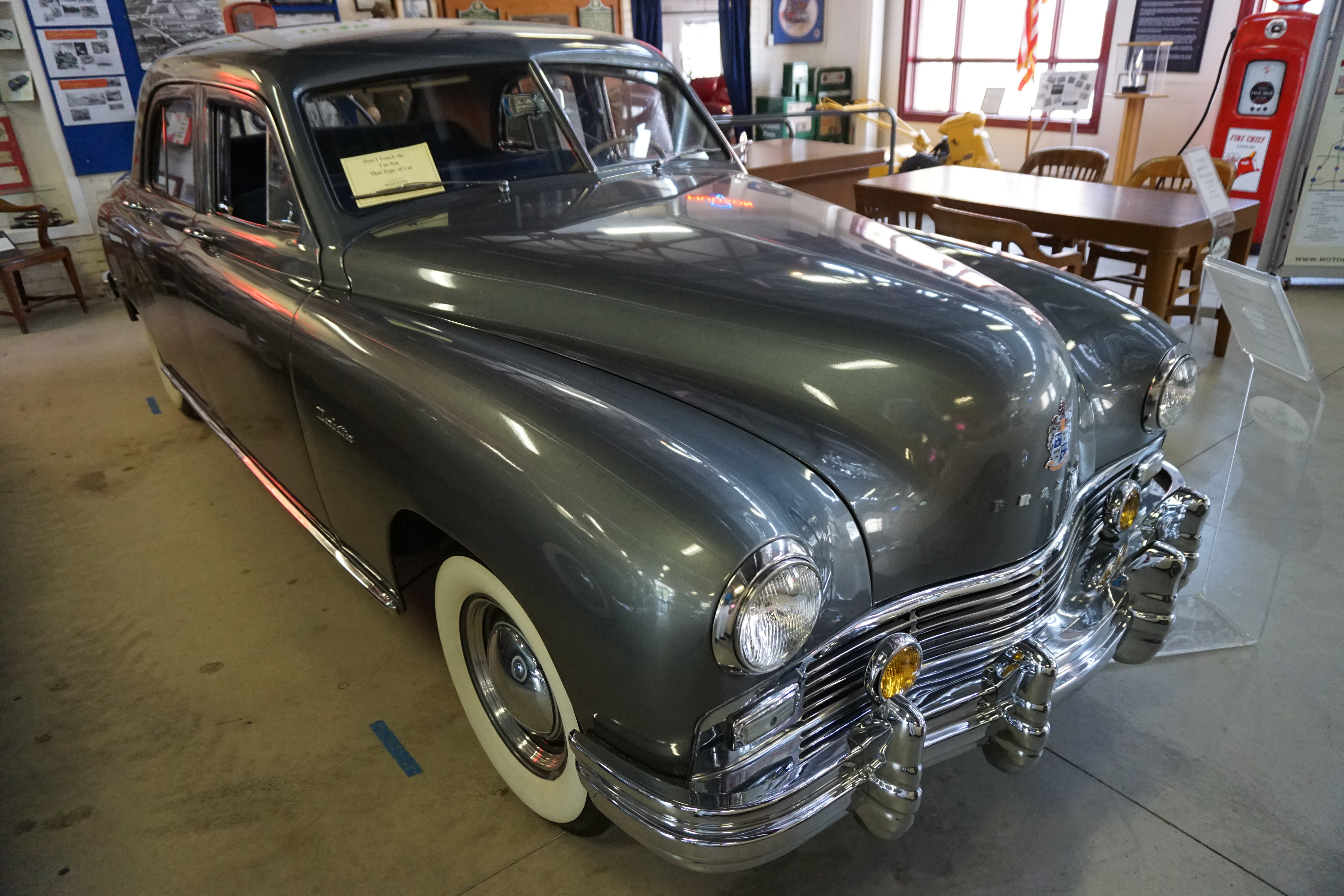
Frazer Manhattan (1947)
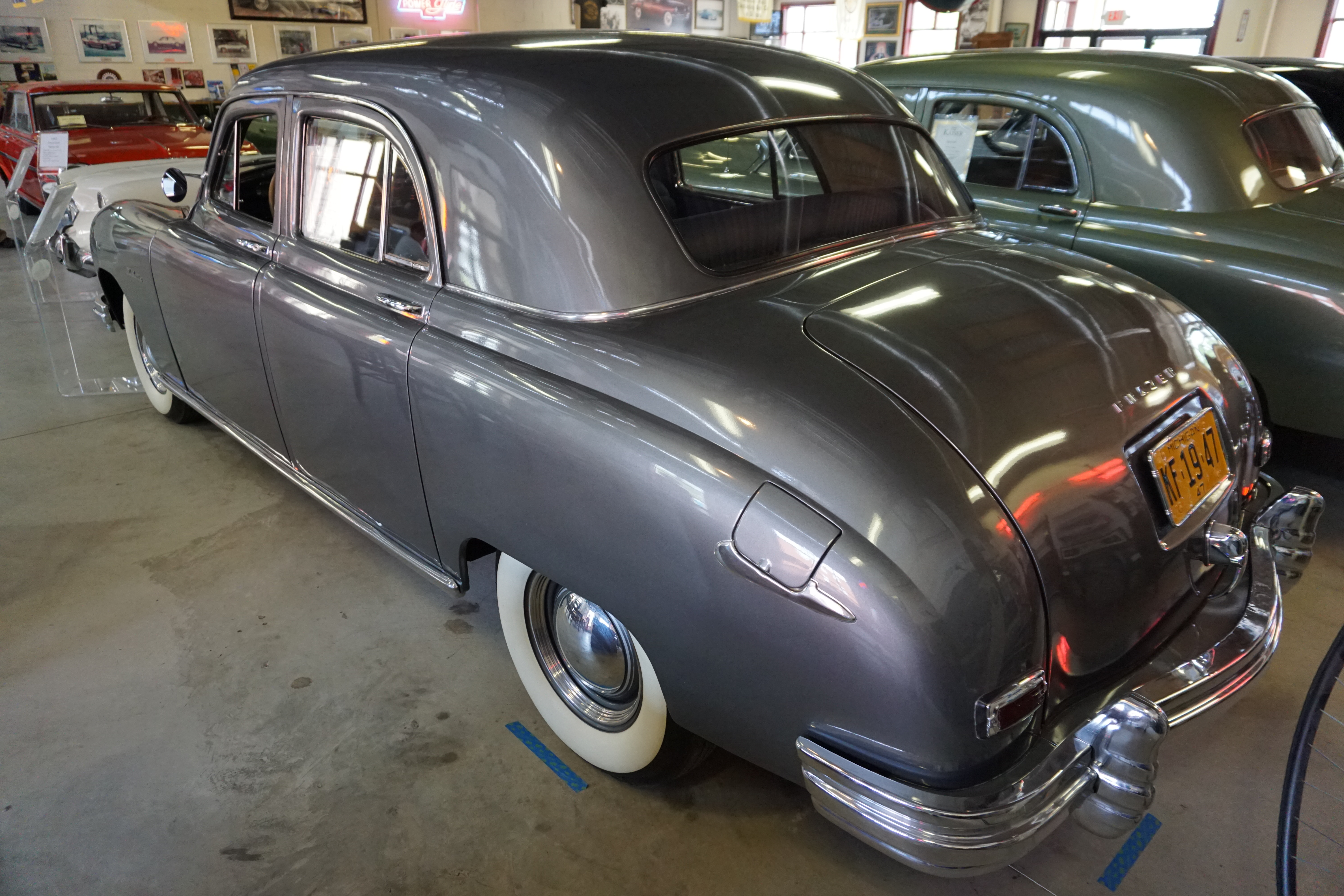
Frazer Manhattan (1947), achteraanzicht
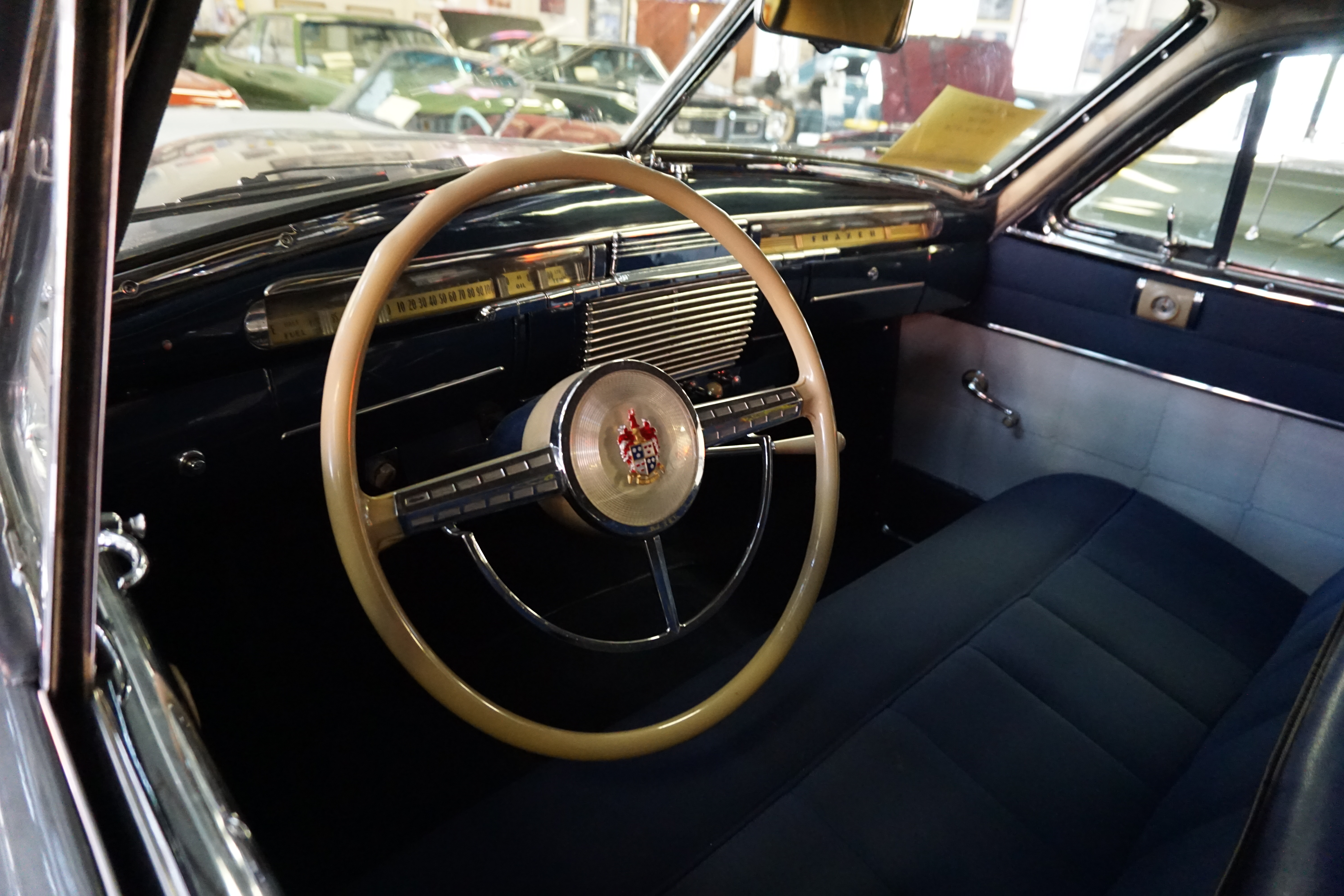
Frazer Manhattan (1947), interieur
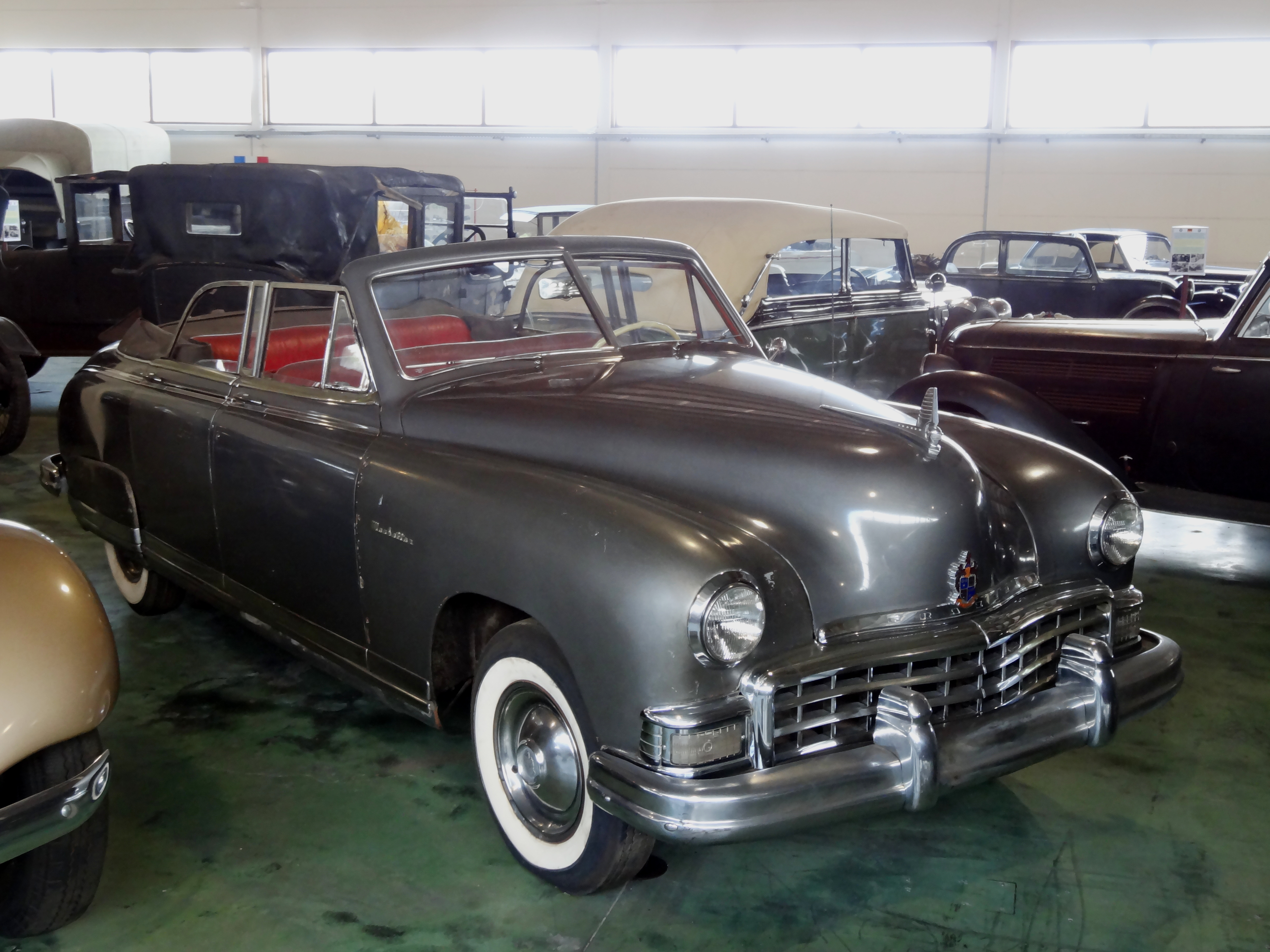
Frazer Manhattan Cabriolet (1949)

## Tweede generatie (1951)
In 1951 kregen de wagens een grote facelift. Maar de verschillen met de modellen van het voorgaande jaar waren niet zo groot als bij de Kaiser-voertuigen: alleen de radiatorgrille kreeg nu een groot kruis gemaakt van massieve chromen stutten, waarin ook het bedrijfslogo was opgenomen. Daaronder was een smalle, horizontale chromen balk, die ook de nu ronde parkeerlichten bevatte. Op de motorkap stond een radiatormascotte in raketvorm.
De motor had nu een dubbele carburateur in alle modellen, wat een vermogen van 84,5 kW (115 pk) opleverde bij dezelfde cilinderinhoud.
De Standard was voortaan verkrijgbaar als vierdeurs sedan en als vierdeurs utility sedan onder de naam Frazer Vagabond. De Vagabond, een voorloper van de moderne hatchback, had een dichtgelaste achterdeur aan de linkerkant, een achterbank met neerklapbare rugleuning, een kofferklep ontworpen als een achterklep en verstevigde veren, zoals de overeenkomstige Kaiser Traveler. De Manhattan was niet langer leverbaar als gewone sedan, maar alleen als vierdeurs hardtop of vierdeurs cabriolet.
Nadat Joseph W. Frazer dat jaar het bedrijf verliet, werd zijn merk aan het einde van het modeljaar 1951 stopgezet.

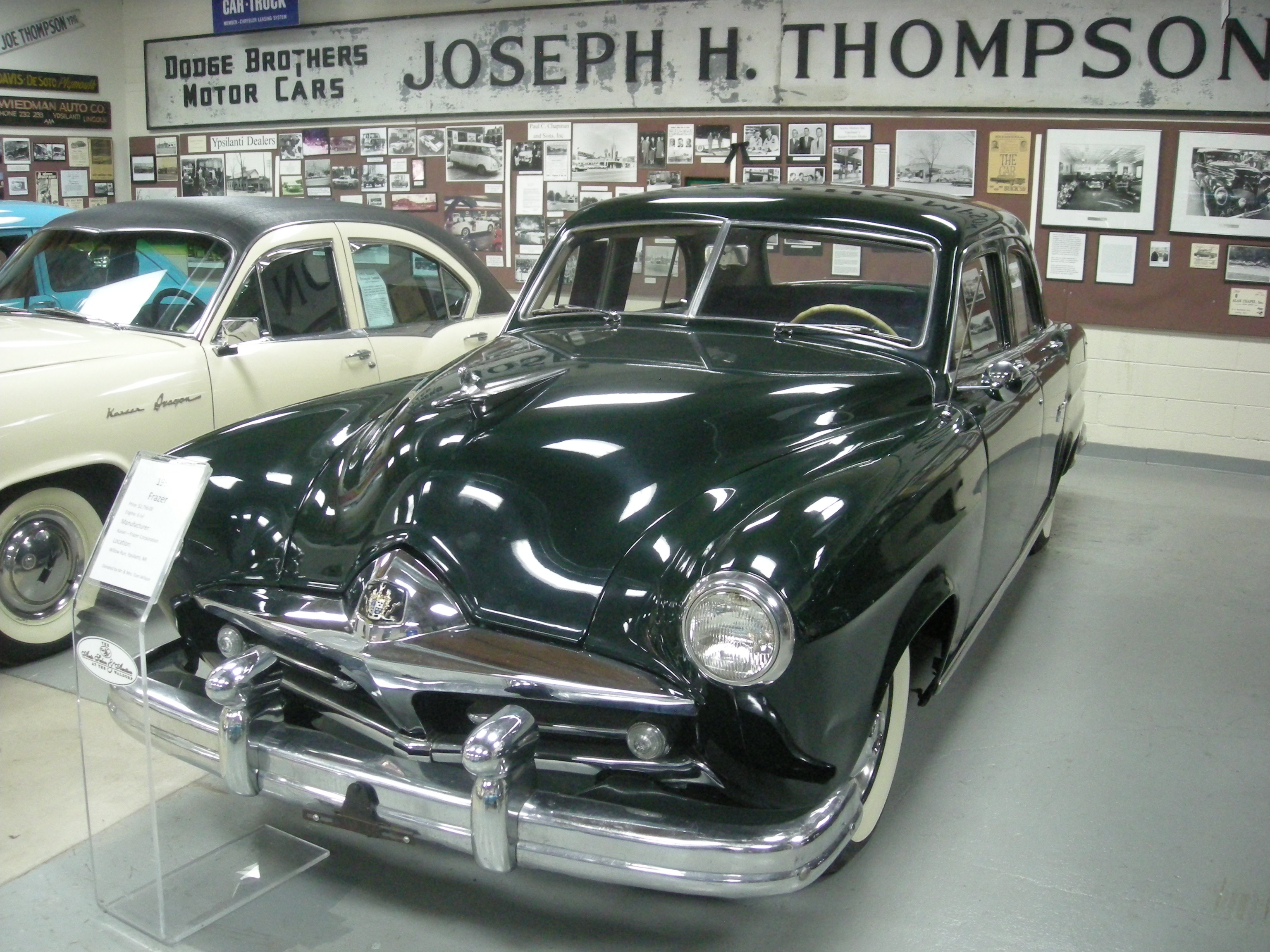
Frazer Standard (1951)
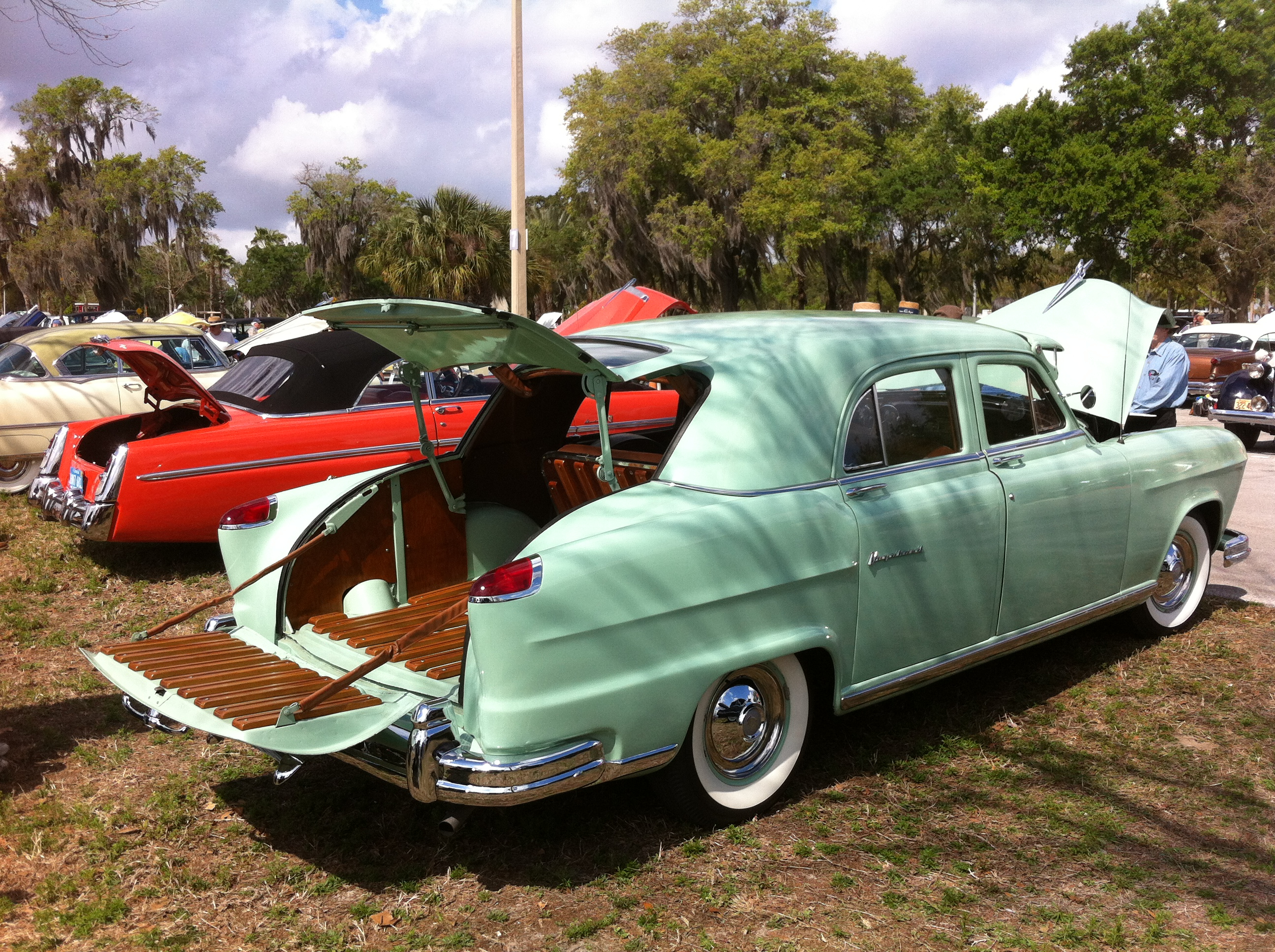
Frazer Vagabond (1951) met geopende achterklep